# 여담국
여담국(如湛國)은 진한의 12국 중의 하나이다. 대한민국 대구광역시 군위군에 위치했었을 것으로 추정되며, 3세기 이후까지 성장하다가 신라에 복속되었다.